# Santiago Salazar
Pour les articles homonymes, voir Salazar.
Santiago Roberto Salazar Peña, né le 2 novembre 1974 à Lima, est un footballeur international péruvien qui évoluait au poste de défenseur central.

## Biographie

### Carrière en club
Surnommé Cafú, en référence au célèbre défenseur brésilien, Santiago Salazar commence sa carrière au Sport Boys en 1996. En 1999, il rejoint le Sporting Cristal et joue trois éditions d'affilée de la Copa Libertadores en 1999, 2000 et 2001 pour un total de 11 matchs disputés (aucun but).
En 2002, il part en Turquie au Trabzonspor mais n'y joue que très peu et revient au Sport Boys. Après un passage par l'Universidad San Martín de Porres, il s'expatrie une deuxième fois, cette fois-ci au Qatar, afin de jouer à l'Al-Shamal SC.
Il rentre définitivement au Pérou en 2006 et signe à l'Alianza Lima, club où il a l'occasion d'étrenner son palmarès avec un titre de champion du Pérou la même année. L'année suivante, il dispute l'édition 2007 de la Copa Libertadores (quatre matchs).
Il termine sa carrière au Sport Boys en 2012, club qui l'avait vu naître 16 ans auparavant.

### Carrière en sélection
International péruvien, Santiago Salazar compte 13 sélections (aucun but marqué) entre 1998 et 2006. Il participe notamment à la Copa América 2001 en Colombie.

## Palmarès
Alianza Lima
- Championnat du Pérou (1) :
  - Champion : 2006.